# Parafia św. Jacka i św. Doroty w Piotrkowie Trybunalskim
Parafia św. Jacka i św. Doroty w Piotrkowie Trybunalskim – parafia rzymskokatolicka znajdująca się w archidiecezji łódzkiej, w dekanacie piotrkowskim.

## Historia
Parafia została erygowana 2 grudnia 1922 roku przez bpa Stanisława Zdzitowieckiego. Świątynia podominikańska, pierwotnie w stylu gotyckim, jednonawowa, pw. św. Doroty. W czasie pożaru miasta w 1531 roku kościół spłonął. Odbudowany, ponownie spłonął w 1643 roku, odbudowany i rozbudowany przez dodanie naw bocznych i kaplicy MB Różańcowej. Mieści się przy ulicy Wojska Polskiego. Mechaniczne organy w nawie głównej – zabytkowe z roku 1883. Wybudował je Józef Szymański z Warszawy. Organy małe w Kaplicy Matki Bożej wybudował Jan Blomberg.

## Miejsca kultu
- Kościół Świętego Jacka i Świętej Doroty w Piotrkowie Trybunalskim – kościół parafialny
- Kościół Matki Bożej Śnieżnej w Piotrkowie Trybunalskim – kościół rektoralny
- Kaplica w Domu Zakonnym Sióstr Służebniczek w Piotrkowie Trybunalskim

## Proboszczowie
Źródło:
- ks. Ferdynand Jacobi (1922–1932)
- ks. Jan Krzyszkowski (1932–1968)
- ks. Aleksander Łęgocki (1968–1975)
- ks. Stanisław Łysiak (1975–1978)
- ks. Zbigniew Żaboklicki (1978–1985)
- ks. Władysław Ruciński (1985–1987)
- ks. Marian Wiewiórowski (1987–1988)
- ks. Wiesław Jonczyk (1988–1991)
- ks. Władysław Kmieciak (1991–2013)
- ks. Franciszek Haber (2013–2021)
- ks. Mariusz Jersak (od 2021)